# Mesostenus aureli
Mesostenus aureli là một loài tò vò trong họ Ichneumonidae.